# Stammrolle

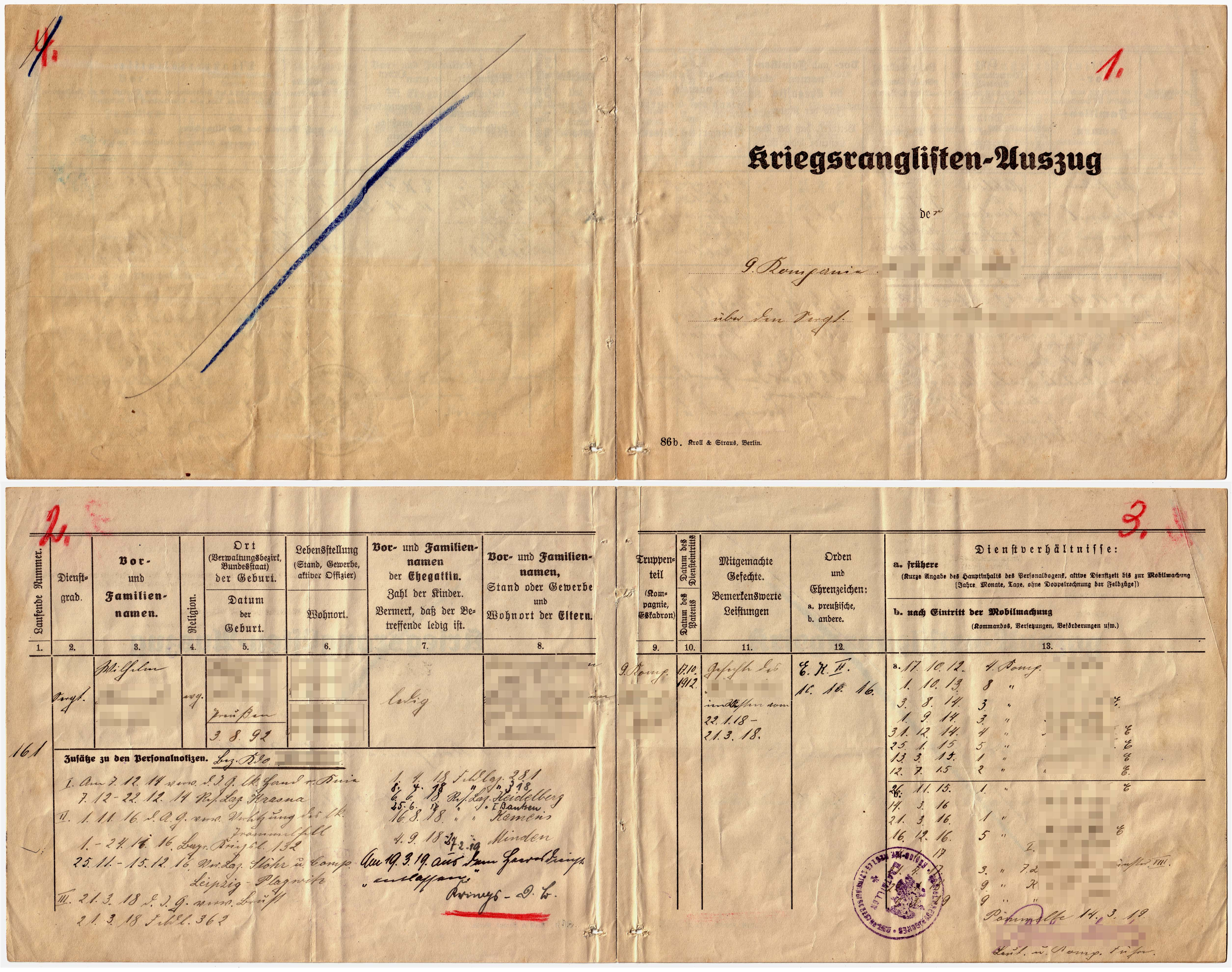
Kriegsranglisten-Auszug von 1918

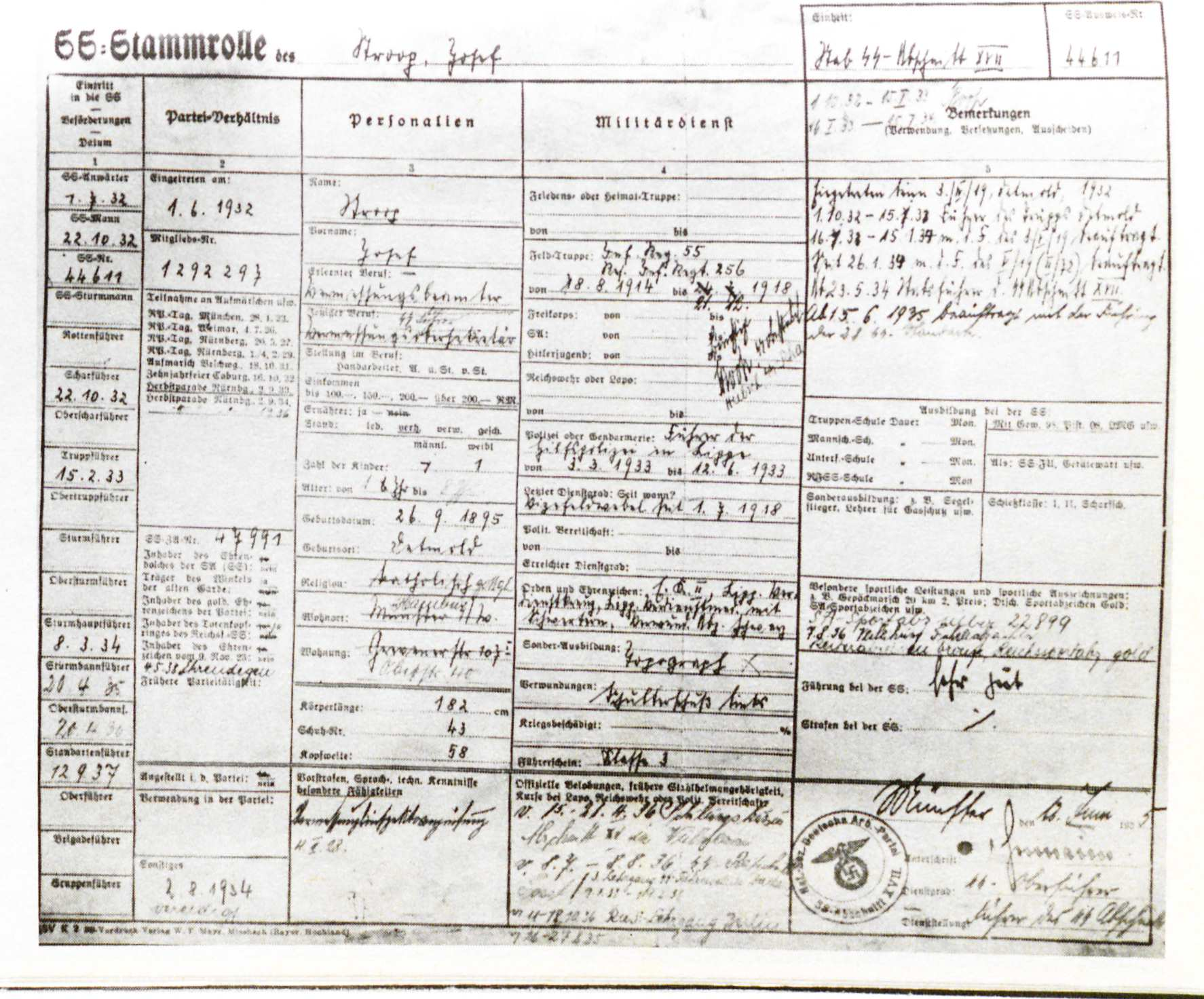
Jürgen Stroops SS-Stammrolle (Stand 1937)

Der historische Begriff Stammrolle bezeichnete im deutschen Militärwesen als Rekrutierungsstammrolle das im Ersatzwesen von der Gemeindebehörde unter Aufsicht der Ersatzbehörden zu führende Verzeichnis aller im militärpflichtigen Alter stehenden männlichen Einwohner der Gemeinde. Diese und ihre Angehörigen waren verpflichtet, Aufenthaltsänderungen und dergleichen zu melden. Auch mussten die Standesbeamten die notwendigen Auszüge aus ihren Registern unentgeltlich einreichen.
Truppenstammrolle bezeichnete die Liste der Mannschaften einer Einheit (Kompanie, Eskadron, Batterie usw.) der aktiven Streitkräfte.
Kriegsstammrolle, für Offiziere Kriegsrangliste, Verzeichnis aller Angehörigen einer Einheit, anzulegen nach Kriegsbeginn. Angegeben waren Daten zur jeweiligen Person, deren Angehörigen, mitgemachte Gefechte, Auszeichnungen usw. Beim Ausscheiden war der Verbleib zu vermerken. Die Listen wurden, nachdem sie seitens jedes einzelnen durch Unterschrift anerkannt, in den Archiven (z. B. im Bayerischen Kriegsarchiv) aufbewahrt. Die Feststellung der Persönlichkeit von Toten und Verwundeten erfolgte aus der Kriegsstammrolle auf Grund der Erkennungsmarke, Soldbuch oder Militärpass. Einträge in den Kriegsstammrollen und -ranglisten dienten als Grundlage zur Beurkundung von Sterbefällen und zur Dokumentation von Versorgungsansprüchen.